# Radiotelevisión Española
Corporación Radio y Televisión Española (CRTVE ou RTVE; en français : « Société radiodiffusion et télévision espagnole »), anciennement appelé Ente Público Radiotelevisión Española (en français : « Entité publique de radiodiffusion et télévision espagnole ») jusqu'en 2007, est un groupe audiovisuel public espagnol, dépendant de l'État. C'est le groupe audiovisuel le plus important d'Espagne.
C'était auparavant une régie composée de deux sociétés publiques, Televisión Española (TVE) et Radio Nacional de España (RNE), d'une institution musicale, l'Orquesta Sinfónica y Coro de RTVE, d'un institut d'apprentissage et formation, l'Instituto Oficial de Radiodifusión y Televisión (IORTV) et d'une maison de disques, Editora RTVE Música. À partir de 2006 elle est reconvertie en une société commerciale avec personnalité juridique unique.
Le groupe RTVE est membre de l’Union européenne de radio-télévision (UER) et antérieurement de l'Organisation des télécommunications ibéro-américaines (OTI). Il est également membre fondateur de la chaîne Euronews.

## Missions de la corporation
Selon la loi 17/2006, la corporation a comme objectifs de :
1. promouvoir la connaissance et la diffusion des principes constitutionnels et des valeurs civiques ;
2. garantir l'information objective, véridique et plurielle ;
3. faciliter le débat démocratique et la libre expression des opinions ;
4. promouvoir la cohésion territoriale, la pluralité, ainsi que la diversité linguistique et culturelle de l'Espagne ;
5. offrir l'accès aux différents types de programmation et aux événements institutionnels, sociaux, culturels et sportifs, destinés à tous les secteurs du public, mettant spécialement l'accent sur les thèmes de l'intérêt public ;
6. avoir comme objectif le plus grand public, assurant à la fois, la couverture géographique et sociale maximale, avec le compromis d'offrir qualité, diversité, innovation, et exigence éthique.

## Activités du groupe

### Radio Nacional de España (RNE)
| Logo | Programmation |
| ---- | --- |
|      | Radio Nacional (précédemment connue sous le nom de Radio 1) : c'est la station généraliste de RNE. Sa programmation repose sur des journaux et des programmes d'actualité dont une grande partie sont diffusés en direct. Elle commence à émettre en 1937.                            |
|      | Radio Clásica (précédemment connue sous le nom de Radio 2) : ses contenus sont centrés sur la musique classique même si elle propose également des programmes spécialisés qui traitent d'autres genres musicaux peu traités par les autres stations. Elle commence à émettre en 1965. |
|      | Radio 3 : émet des programmes culturels et musicaux sur des styles musicaux alternatifs et contemporains. Elle commence ses émissions en 1979. |
|      | Ràdio 4 : station généraliste pour la Catalogne qui émet intégralement en catalan. Elle est créée en 1988. |
|      | Radio 5 (précédemment connue sous le nom de Radio 5 Todo Noticias) : radio d'information de RNE. Elle commence ses émissions en 1994. |

### Televisión Española S.A. (TVE)

Logo de la TVE depuis septembre 2008.

Logo de la RTVE jusqu'en août 2008.

Televisión Española (TVE; en français : « Télé Espagne ») fut fondée le 28 octobre 1956, date qui marque les débuts de la télévision en Espagne.
Pour commémorer son cinquantenaire, une chaîne thématique a été lancée le 30 novembre 2005 sur la TNT gratuite espagnole, TVE 50 Años, qui diffusait les meilleurs moments du patrimoine audiovisuel espagnol. Elle cessa d'émettre le 1er janvier 2007.
La TVE diffuse en outre cinq autres chaînes de télévision sur la TNT gratuite espagnole : La 1, La 2, Canal 24 horas, Teledeporte et Clan.
En 2006, le programme Versión Española de TVE reçoit la médaille d'or du mérite des beaux-arts par le ministère espagnol de la Culture.
| Logo | Chaîne                                                      | Date de création  |
| ---- | ----------------------------------------------------------- | ----------------- |
|      | La 1 Chaîne généraliste.                                    | 28 octobre 1956   |
|      | La 2 Chaîne généraliste orientée culturelle.                | 15 novembre 1966  |
|      | Clan Chaîne thématique pour la jeunesse.                    | 12 décembre 2005  |
|      | Teledeporte Chaîne thématique consacrée au sport.           | 14 février 1994   |
|      | Canal 24 Horas Chaîne thématique consacrée à l'information. | 15 septembre 1997 |
|      | La 1 UHD La 1 en ultra haute définition                     | 11 février 2024   |

#### Anciennes chaînes
- Cultural·es
- Canal Clásico
- TVE 50 Años

### Services pour l'étranger

#### Télévision
| Logo | Chaîne | Date de création  |
| ---- | --- | ----------------- |
|      | TVE Internacional Chaîne chargée de l'émission des contenus de la TVE. La chaîne est actuellement reçue en Europe, en Amérique du Nord, en Amérique hispanique, aux Philippines, au Sahara occidental et en Guinée équatoriale. | 1er décembre 1990 |
|      | 24h Chaîne thématique consacrée à l'information. | 15 septembre 1997 |
|      | Star TVE HD Chaîne thématique consacrée aux séries et aux divertissements de la TVE. | 18 janvier 2016   |
|      | Clan Internacional Chaîne thématique pour la jeunesse. | 4 juillet 2017    |

#### Radio
| Logo | Programmation | Date de création |
| ---- | --- | ---------------- |
|      | Radio Exterior de España Station chargée de l'émission en onde courte, par satellite et par Internet de programmes à destination des Espagnols qui se trouvent hors de leur pays et des étrangers intéressés par l'Espagne. Elle émet aussi des bulletins d'information en anglais, français, arabe, russe, portugais et judéo-espagnol. | 15 mars 1942     |

## Structure territoriale
La Corporation dispose d'une organisation territoriale décentralisée, à l'image de l'État. En plus du siège, situé à Madrid, la CRTVE dispose de plusieurs délégations territoriales dans toutes les provinces, la plus importante étant celle de Sant Cugat del Vallès, près de Barcelone, où se produit presque la moitié des émissions de la corporation.

## Mode de financement
Depuis le 1er janvier 2010, la corporation n'émet pas de publicité dans ses émissions, sauf autopromotions et campagnes institutionnelles ou électorales, par lesquelles la corporation ne pourra recevoir aucun versement. Dans la pratique, la disparition de la publicité ne concernait que la télévision, RNE n'ayant jamais introduit de publicité commerciale dans ses émissions.
Le nouveau financement de la corporation sera assuré à 50 % par l'État (via des subventions aux missions de service public du groupe) et l'autre partie (50 %) par un nouvel impôt sur les compagnies téléphoniques, groupes audiovisuels et chaînes payantes qui devront verser respectivement  0,9, 3 et 1,5 % de leurs bénéfices.
En 2012, la RTVE se lance dans une cure d'austérité à cause de la rigueur. Le gouvernement de Mariano Rajoy ampute l'enveloppe budgétaire allouée à l'audiovisuel public de 200 millions d'euros, la RTVE doit donc se contenter de 1 milliard d'euros.